# Бурылский сельский округ
Буры́лский се́льский окру́г (ранее — Ро́вненский сельсове́т, каз. Бурыл ауылдық округі) — административная единица в составе Байзакского района Жамбылской области Казахстана.
Административный центр — аул Бурыл.

## География
Административно-территориальное образование расположено в юго-западной части Байзакского района. В состав сельского округа входит 2 населённых пункта.
Площадь территории сельского округа составляет — 7,42 км². Из них пашня — 1,56 км² (21,02 %; орошаемые — 1,47 км²), многолетние насаждения — 0,28 км² (3,77 %), пастбища — 3,85 км² (51,89 %), древесно-кустарниковые угодья, не относящиеся к государственному лесному фонду — 0,03 км² (0,40 %), земли под строительством — 0,19 км² (2,56 %), земли под водой — 0,16 км² (2,16 %), дорожные и уличные земли — 1,31 (17,65 %) прочие земли — 0,04 км² (0,54 %).

## История
В 1989 году существовал как Ровненский сельсовет в составе четырёх населённых пунктов: Ровное (административный центр), Багара, Жанасаз, Кумжата.
В периоде 1991—1998 годов:
- сёла Ровное, Барага, Кумжата были переименованы в сёла Бурыл, Торткул, Кумжота соответственно;
- село Жанасаз было переведено в состав соседнего Сазтерекского сельсовета;
- Ровненский сельский округ был переименован и преобразован в Бурылский сельский округ.

Постановлением акимата Жамбылской области от 4 декабря 2015 года № 294 и решением маслихата Жамбылской области от 14 декабря 2015 года № 43-9 «Об изменении границы (черты) Бурылского, Жалгизтюбинского и Мырзатайского сельских округов Байзакского района Жамбылской области» (зарегистрировано Департаментом юстиции Жамбылской области 15 января 2016 года № 2903), — село Торктул было присоединено в состав в состав Жалгизтюбинского сельского округа. 

## Население
| Численность населения | Численность населения | Численность населения |
| 1989                  | 1999                  | 2009                  |
| --------------------- | --------------------- | --------------------- |
| 7909                  | ↗8315                 | ↗10 531               |

## Состав
| № | Населённый пункт | Тип населённого пункта      | Население, 1989 | Население, 1999 | Население, 2009 |
| - | ---------------- | --------------------------- | --------------- | --------------- | --------------- |
| 1 | Бурыл            | аул, административный центр | 4 760           | ↗5 033          | ↗6 689          |
| 2 | Жанасаз          | село, передано              | 262             | ↘238            | ↘202            |
| 3 | Кумжота          | аул                         | 2 620           | ↗3 028          | ↗3 603          |
| 4 | Торткул          | село, передано              | 267             | ↗254            | ↗239            |